# Kristiine
Kristiine is een van de acht stadsdistricten (Estisch: linnaosad) van Tallinn, de hoofdstad van Estland. De ‘buren’ van Kristiine zijn, beginnend in het noorden en met de wijzers van de klok mee Põhja-Tallinn, Kesklinn, Nõmme, Mustamäe en Haabersti.
Kristiine is met 7,87 km² het kleinste stadsdistrict van Tallinn. Het had 32.725 inwoners op 1 januari 2022. De bevolkingsdichtheid is dus 4.158/km².
Het stadsdistrict is onderverdeeld in drie subdistricten of wijken (Estisch: asumid): Järve, Lilleküla en Tondi.

## Bevolking

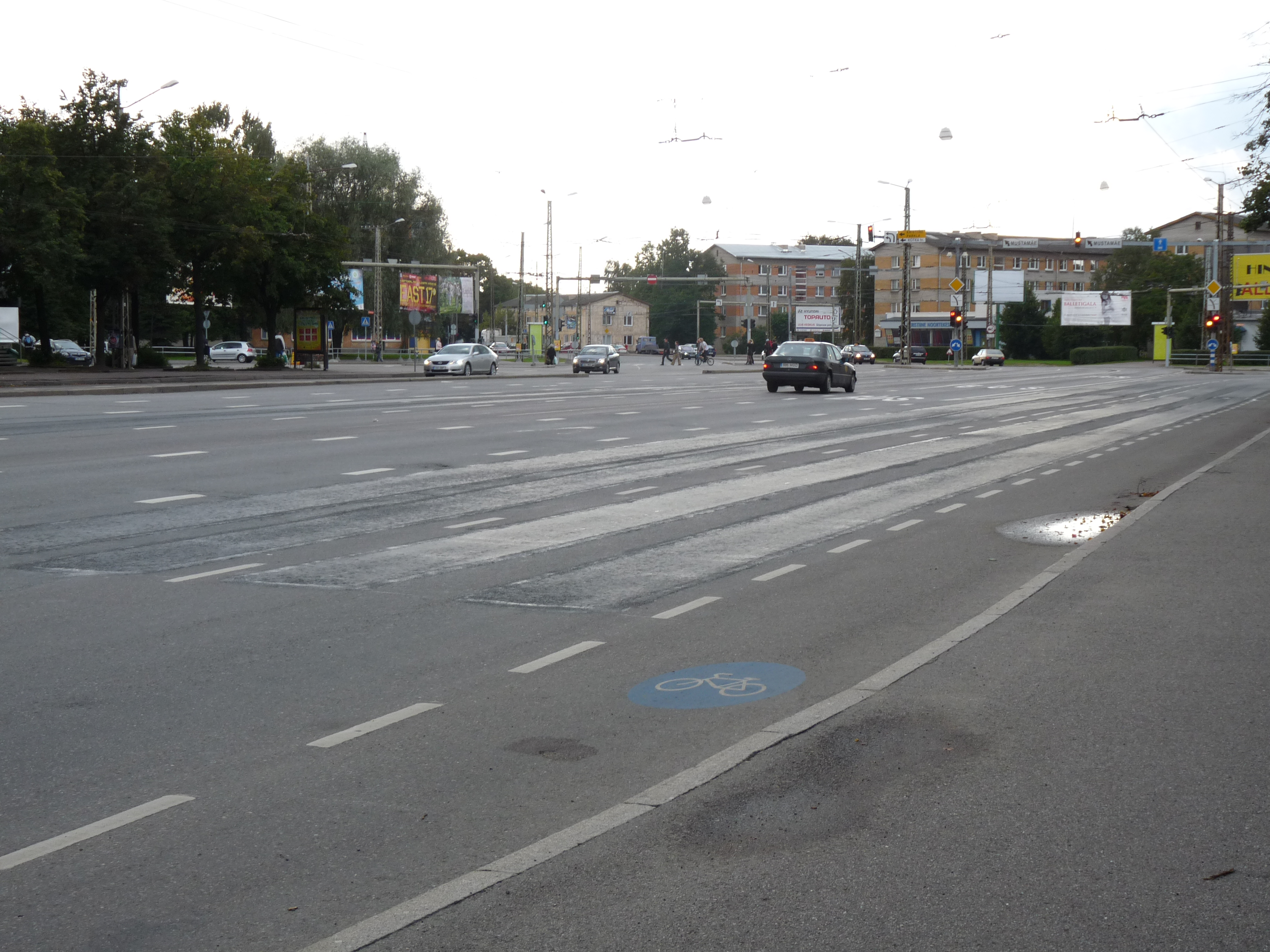
De Endla tänav, een van de breedste wegen in het district

Kristiine bestaat vooral uit eengezinswoningen, meestal in de vorm van rijtjeshuizen. Er is ook wat hoogbouw. Van de bevolking is 70,7% Estischtalig, 21,4% Russischtalig, 2,0% Oekraïenstalig en 1,0% spreekt Wit-Russisch. Als we kijken naar de nationaliteit van de bevolking, heeft 85,4% de Estische nationaliteit, 4,6% is stateloos, 4,4% heeft de Russische en 1,0% de Oekraïense nationaliteit (cijfers van januari 2020).

## Geschiedenis

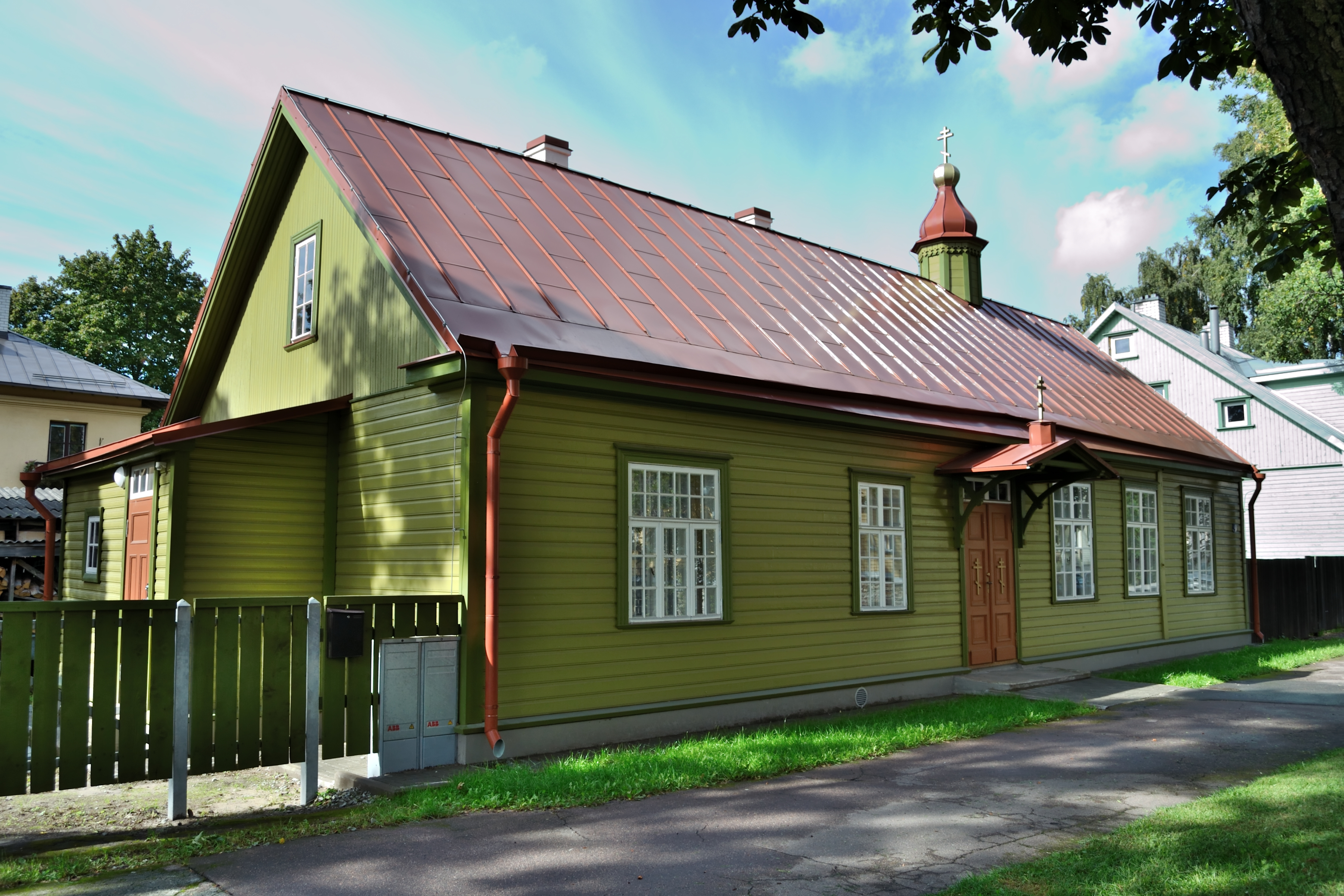
Kerkje van de Oudgelovigen in Lilleküla

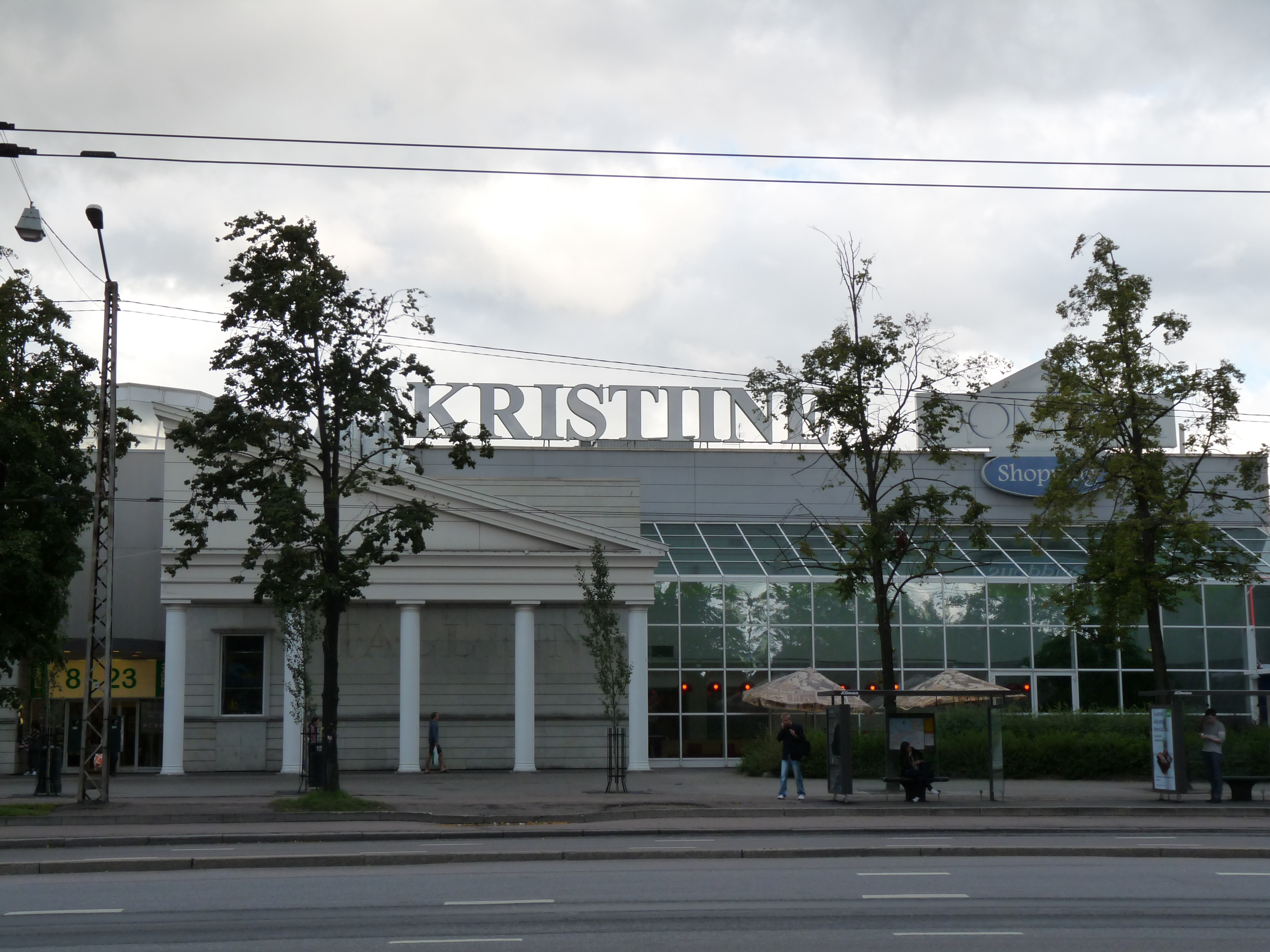
Het winkelcentrum van Kristiine

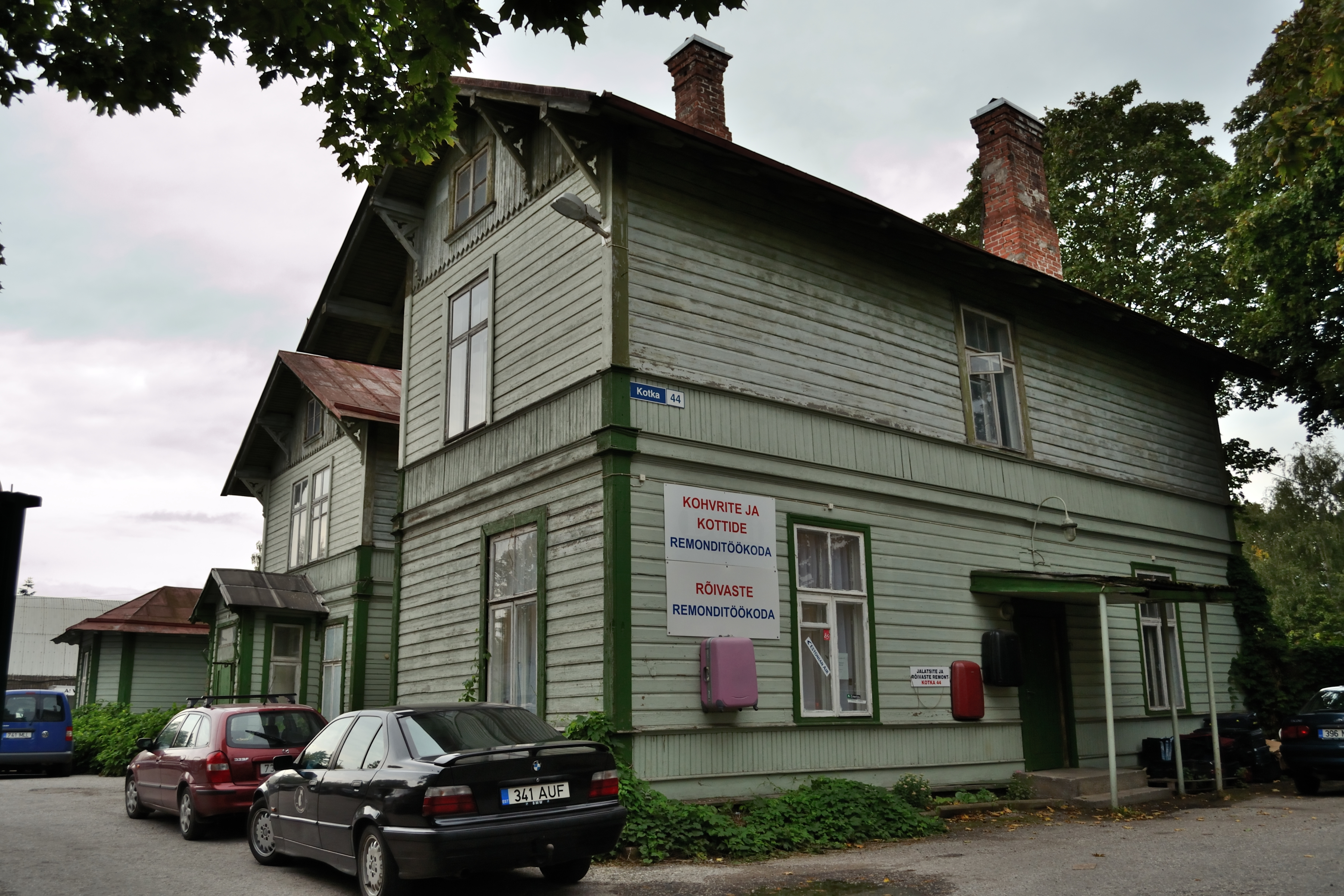
Kotka 44 in Tondi, een huis op de monumentenlijst

Het gebied dat nu Kristiine heet, werd in de 17e eeuw aan de burgers van Reval (toen de naam van Tallinn) geschonken als hooiland door de Zweedse koningin Christina I. Reval was tussen 1561 en 1710 in Zweedse handen. Tot 1920 heette het gebied dan ook Christinental of Kristiinental.
Pas in de tijd van de onafhankelijkheid werd er op bescheiden schaal gebouwd. Na de Tweede Wereldoorlog, onder Sovjetbezetting, werden Kristiine en Mustamäe bij de rajon Kesklinn (‘binnenstad’) gevoegd. In het begin van de jaren zestig van de 20e eeuw werd de rajon nog wat uitgebreid en kreeg het de naam Rajon Midden. In die tijd kreeg Kristiine een paar flatgebouwen.
In 1973 werd de rajon Midden herdoopt in Oktoberrajon, naar de Oktoberrevolutie. Het grootste deel van de binnenstad ging naar een andere rajon, het Leninrajon. Na het herstel van de onafhankelijkheid in 1991 werd de Oktoberrajon de Westrajon, en in 1993 werd de rajon opgesplitst. Toen ontstonden Mustamäe en Kristiine, terwijl kleine delen van de rajon naar de stadsdistricten Kesklinn, Nõmme en Põhja-Tallinn gingen.

## Voorzieningen
Het winkelcentrum Kristiine keskus, geopend in 1999, is het een na grootste winkelcentrum in Tallinn. Er zijn ongeveer 170 winkels.
Twee gebouwen van de Universiteit van Tallinn zijn gesitueerd in Kristiine: het Instituut voor Gezondheidswetenschappen en Sport en het Centrum voor Ondernemerschap en Bedrijfskunde.
Het district heeft nog veel groen. Er zijn vier middelgrote parken: Löwenruh’ park (dat een beschermd natuurgebied is), Dunteni park, Cederhilmi park en Charlottentali park. Er zijn ook drie kleine industrieterreinen: Marja, Liimi en Laki.

## Vervoer
Kristiine heeft drie grote doorgaande wegen: A.H. Tammsaare tee, Sõpruse puiestee en Endla tänav.
De spoorlijn van Tallinn naar Paldiski loopt door Kristiine. Spoorwegmaatschappij Elron bedient daar drie stations: Lilleküla, Tondi en Järve.
De wijk Tondi is het beginpunt van twee tramlijnen. Lijn 3 gaat naar de wijk Kadriorg in het stadsdistrict Kesklinn, lijn 4 naar de wijk Ülemiste in het stadsdistrict Lasnamäe.
Alle vier overgebleven trolleybuslijnen in Tallinn komen door of langs Kristiine:
- Lijn 1: Mustamäe-Kaubamaja (een warenhuis in de wijk Südalinn)
- Lijn 3: Mustamäe-Kaubamaja (langs een andere route)
- Lijn 4: Mustamäe-Baltisch Station
- Lijn 5: Mustamäe-Baltisch Station (langs een andere route)

Daarnaast heeft het district een aantal buslijnen.